# Coppa della Siberia e dell'Estremo Oriente (pallavolo maschile)
La Coppa della Siberia e dell'Estremo Oriente è una competizione pallavolistica russa, riservata ai club maschili e dedicata alla memoria di Jurija Petroviča Furaeva.

## Storia
La prima edizione della coppa fu disputata nel 1976. Dal 1992, anno in cui l'organizzazione dell'evento è passata sotto l'egida della Federazione pallavolistica della Russia, la squadra che vanta il maggior numero di successi è la Lokomotiv Novosibirsk, vincitore di sette edizioni di cui cinque consecutive fra il 2009 e il 2014; seguono il Samotlor con cinque affermazioni e il Gazprom-Jugra con quattro.

## Formula
Il torneo, nella sua forma attuale, si disputa in agosto, con 8 squadre divise in 2 gironi. Al termine di tutte le partite si qualificano alla fase successiva 4 squadre, che disputano le semifinali e la finale.

## Albo d'oro
| Edizione                                            | Edizione    |  | Podio                 | Podio                              | Podio                 |
| Anno                                                | Sede finale |  | Campione              | Risultato                          | Finalista             |
| --------------------------------------------------- | ----------- |  | --------------------- | ---------------------------------- | --------------------- |
| 1982 Dettagli                                       | -           |  | Sever                 | -                                  |                       |
| 1985 Dettagli                                       | -           |  | Sever                 | -                                  |                       |
| 1990 Dettagli                                       | -           |  | Samotlor              | -                                  |                       |
| 1992 Dettagli                                       | -           |  | VK Almaz Lensk        | -                                  |                       |
| 1993 Dettagli                                       | -           |  | Samotlor              | -                                  |                       |
| Tra il 1994 e il 1995 il torneo non venne disputato |             |  |                       |                                    |                       |
| 1996 Dettagli                                       | -           |  | Samotlor              | -                                  |                       |
| 1997 Dettagli                                       | -           |  | Samotlor              | -                                  | -                     |
| 1998 Dettagli                                       | -           |  | Lokomotiv-Dorožnik    | -                                  |                       |
| 1999 Dettagli                                       | -           |  | Samotlor              | -                                  |                       |
| 2000 Dettagli                                       | -           |  | Lokomotiv Novosibirsk | -                                  |                       |
| 2001 Dettagli                                       | -           |  | Samotlor              | 3 - 2                              | Gazprom               |
| 2002 Dettagli                                       | -           |  | Gazprom               | 3 - 1                              | Fakel                 |
| 2003 Dettagli                                       | -           |  | Gazprom               | 3 - 1                              | Fakel                 |
| 2004 Dettagli                                       | -           |  | Gazprom               | 3 - 1                              | Fakel                 |
| 2005 Dettagli                                       | -           |  | Samotlor              | 3 - 0                              | Fakel                 |
| 2006 Dettagli                                       | -           |  | Fakel                 | 3 - 1                              | Gazprom               |
| 2007 Dettagli                                       | -           |  | Fakel                 | 3 - 1                              | Gazprom-Jugra         |
| 2008 Dettagli                                       | -           |  | Gazprom-Jugra         | 3 - 0                              | Lokomotiv Novosibirsk |
| 2009 Dettagli                                       | Surgut      |  | Lokomotiv Novosibirsk | 3 - 1 (26-24, 22-25, 25-20, 25-23) | Tjumen                |
| 2010 Dettagli                                       | -           |  | Lokomotiv Novosibirsk | 3 - 0 (25-16, 25-19, 25-20)        | Gazprom-Jugra         |
| 2011 Dettagli                                       | -           |  | Lokomotiv Novosibirsk | 3 - 1 (25-23, 27-25, 24-26, 25-22) | Fakel                 |
| 2012 Dettagli                                       | -           |  | Lokomotiv Novosibirsk | 3 - 1 (25-18, 20-25, 25-16, 26-24) | Gazprom-Jugra         |
| 2013 Dettagli                                       | -           |  | Lokomotiv Novosibirsk | 3 - 1 (25-19, 17-25, 25-19, 25-17) | Kuzbass               |
| 2014 Dettagli                                       | Krasnojarsk |  | Lokomotiv Novosibirsk | 3 - 0 (25-21, 25-21, 25-17)        | Fakel                 |
| 2015 Dettagli                                       | -           |  | Lokomotiv Novosibirsk | 3 - 1 (25-17, 25-27, 25-21, 25-17) | Fakel                 |
| 2016 Dettagli                                       | -           |  | Lokomotiv Novosibirsk | 3 - 0 (25-21, 25-23, 25-23)        | Samotlor              |